# Vizconde de Pelotas

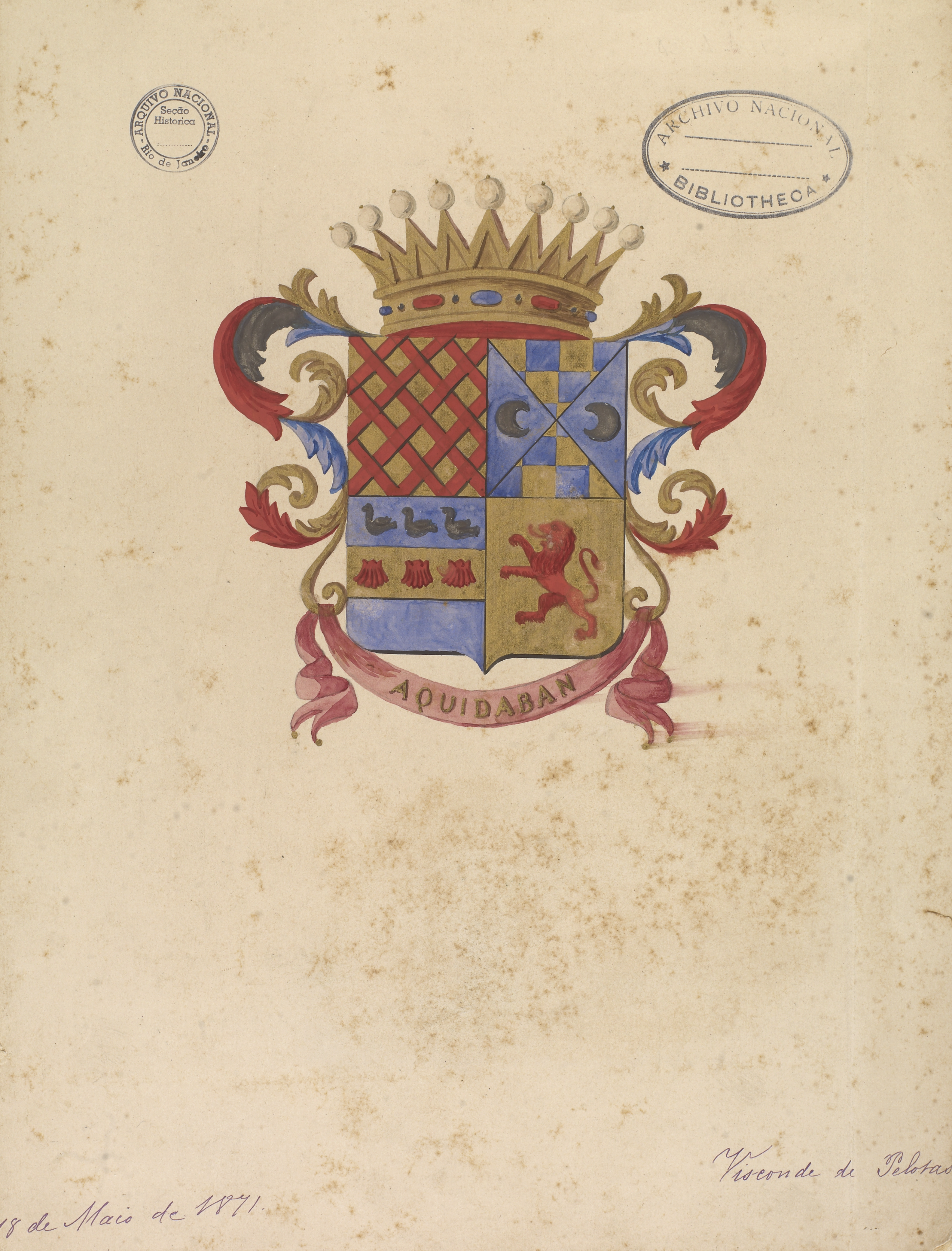
Escudo de Vizconde

El Vizconde de Pelotas es un título nobiliario brasileño creado por Pedro I mediante decreto del 12 de octubre de 1825 en favor de Patrício José Correia da Câmara.
Los titulares fueron: 
1. Patrício José Correia da Câmara – 1.º barón de Pelotas;
2. José Antônio Correia da Câmara – nieto del anterior, 2.º barón de Pelotas.